# Staatliche Berufsschule Kitzingen-Ochsenfurt
Die Staatliche Berufsschule Kitzingen-Ochsenfurt ist eine öffentliche Berufsschule mit Standorten in der Großen Kreisstadt Kitzingen und der Stadt Ochsenfurt im bayerischen Regierungsbezirk Unterfranken. Zusammen mit der Staatlichen Beruflichen Oberschule Kitzingen bestehend aus einer Fachoberschule und einer Berufsoberschule sowie der Staatlichen Wirtschaftsschule Kitzingen ist die Berufsschule Teil des Staatlichen Beruflichen Schulzentrums Kitzingen–Ochsenfurt.

## Geschichte
Im Jahr 1919 wurde in Kitzingen die bisher unter städtischer Regie geführte Berufsfortbildungsschule als Pflichtschule staatlich anerkannt. In der Folge bezogen die rund 500 Schüler das aufgelöste Forstamt in der Schrannenstraße im Kitzinger Stadtzentrum. Die Schule spezialisierte sich auf landwirtschaftliche Fachrichtungen, da solche Berufe in der von Weinbau und Obstbau geprägten Region des Kitzinger Landes vorrangig gebraucht wurden. Deshalb ging nach dem Zweiten Weltkrieg aus der Berufsfortbildungsschule die Landwirtschaftliche Berufsschule Kitzingen hervor. Drei Jahre später, 1952, wurde die bisher maximal zweijährige Schule in eine dreijährige Schule umgewandelt. Mit der Erweiterung bezog die Institution neue Räumlichkeiten in der Nähe der Evangelischen Stadtkirche.
Eine Anpassung an die wiederum gewachsenen Aufgaben der Schule brachte 1961 der erneute Umzug in Räumlichkeiten entlang der Kanzler-Stürtzel-Straße im Süden des Kitzinger Stadtkerns. Im Jahr 1963 konnte der Landkreis Ochsenfurt als Schulaufwändsträger hinzugewonnen werden. Fortan besuchen auch die Schüler aus dem Landkreis Ochsenfurt die Kitzinger Berufsschulen. Die Schülerzahl wurde im Jahr 1965 um die Jugendlichen aus dem Landkreis Scheinfeld weiter erhöht. Mit der Erweiterung des schulischen Angebots um eine Berufliche Hauswirtschaftsschule wurde im Jahr 1970 begonnen. In Ochsenfurt begannen ein Jahr später Schüler im Fachbereich Kinderpflege ihre Ausbildung. Im Zuge der Gemeindegebietsreform in Bayern übernahm nach 1972 der Landkreis Würzburg den finanziellen Teil der Schulaufwendung, der bisher vom aufgelösten Landkreis Ochsenfurt gekommen war.
Mit der Gebietsreform war auch ein Wechsel des Aufwandsträgers verbunden. Gelangte die Schule in Kitzingen zunächst im Jahr 1972 als Kreisberufsschule von der ehemals kreisfreien Stadt Kitzingen an den gleichnamigen Landkreis, wurde sie ein Jahr später unter dem Namen „Staatliche Gewerbliche, Kaufmännische, Hauswirtschaftliche Berufsschule mit Berufsaufbauschule Kitzingen“ mit einer Außenstelle in Ochsenfurt dem bayerischen Staat als Sachaufwandsträger unterstellt. Zwischen 1975 und 1984 wurde in der Folge ein großer Erweiterungsbau in der Thomas-Ehemann-Straße, nur wenige Meter vom vorherigen Standort, fertiggestellt. Die Schule konnte am 23. März 1984 eingeweiht werden.
Die 1990er Jahre waren von einer weiteren Zentralisierung der Aufgaben in den unterschiedlichen Standorten geprägt. Zum 1. August 1998 wurden die Schule in Kitzingen mit dem Staatlichen Berufsbildungszentrum Ochsenfurt mit Außenstelle in Würzburg organisatorisch zusammenführt. Die Fusion der Schulen fand am 1. Januar 2000 statt. In der Folgezeit nahm man weitere Fachrichtungen auf, darunter Land- und Baumaschinenmechaniker, Restaurantfachleute, Bankkaufleute, Industriekaufleute, Bäcker und Nahrungsmittelfachverkäuferinnen. Am 1. August 2013 wurde das Staatliche Berufliche Schulzentrum Kitzingen-Ochsenfurt errichtet, in dem die Berufsoberschule, die Fachhochschule und die Staatliche Berufsschule organisatorisch verbunden wurden.

## Schulprofil
- Berufsschule, Berufsfeld Wirtschaft und Verwaltung (Jahrgangsstufen 10–13, voll ausgebaut)
- Berufsschule, Berufsfeld Holztechnik (Jahrgangsstufen 10–12, voll ausgebaut)
- Berufsschule, Berufsfeld Ernährung und Hauswirtschaft (Jahrgangsstufen 10–12, voll ausgebaut)
- Berufsschule, Berufsfeld Agrarwirtschaft (Jahrgangsstufen 10–11, voll ausgebaut)
- Berufsschule, Berufsfeld Fahrzeugtechnik (Jahrgangsstufen 10–13, voll ausgebaut)
- Berufsschule, Berufsfeld Monoberufe (Jahrgangsstufen 10–13, voll ausgebaut)
- Berufsschule, Berufsvorbereitung (Jahrgangsstufen 10–12, voll ausgebaut)
- Berufsintegrationsklasse
- Schulprofil Inklusion